# Klokani
Klokani (Macropodidae) su porodica iz reda Diprodontia, i svakako su, uz koale, najpoznatiji tobolčari i tipični predstavnici životinja Australije. Ovu porodicu inače nazivaju još i pravi klokani.

## Opis
Ne odgovaraju sve vrste uobičajenoj predodžbi o klokanima. Upadljiva osobina gotovo svih vrsta su izraženo veliki stražnji udovi, značajno veći od prednjih. Samo klokani penjaši, koji su se prilagodili životu na drveću i ne kreću se više skačući, imaju stražnje i prednje udove podjednako dugačke. Rep im je dugačak, mišićav i najčešće obrastao dlakom, a životinje ga koriste kao oslonac, gotovo kao petu nogu, ili za održavanje ravnoteže. U građi tijela većina vrsta iz ove porodice su slične, ali se veličinom vrlo razlikuju, od vrsta iz roda Lagorchestas koje često teže samo od jednog do dva kilograma, pa do velikog crvenog klokana koji dosižu tjelesnu težinu do 90 kg.
Glava im je relativno mala i izdužena s velikim ušima. Kao sve vrste iz reda Diprodontia i životinje iz porodice klokana imaju povećana dva donja sjekutića koji kod zagrizanja dolaze do tvrdog mjesta na nepcu iza gornjih sjekutića. Takav ugriz omogućuje im da i tvrd biljni materijal mogu odgristi, a sličan oblik zubi postoji i kod nekih parnoprstaša. Nemaju očnjake, ili su im sasvim zakržljali. Kutnjaci im ne rastu svi istovremeno. Kad se prednji istroše i ispadnu, rastu sljedeći i pomiču se u ustima prema naprijed.
Prednje noge imaju pet prstiju i služe uzimanju hrane ili podupiranju. Na stražnjim nogama nemaju prvi prst, drugi i treći su srašteni i čine jedan, najsnažniji, dok je peti srednje velik. Kao i kod svih drugih tobolčara, mužjaci klokana imaju, kad je životinja uspravna, skrotum iznad penisa.

## Rasprostranjenost
Klokani žive u Australiji, Novoj Gvineji, Tasmaniji i nekim otocima pored njih.

## Način života
Klokani nastanjuju vrlo različite okoliše. Pored obitavanja u stepama, neke vrste žive u planinama, dok klokani penjaši nastanjuju stabla i žive u krošnjama. Općenito, oni su aktivniji noću, no neke se jedinke mogu sresti i po danu. Mnoge vrste žive u skupinama bez vidljivih socijalnih struktura.

## Kretanje
Klokani imaju dva načina kretanja, ovisno o brzini koju žele postići. Kod veće brzine, skaču samo stražnjim nogama a rep ostaje u zraku i služi održavanju ravnoteže. Na taj način dosižu brzinu od 50 km/h a ovakvi skokovi kod velikih vrsta često dosižu dužinu i do 9 m. Kad se polako kreću, klokani se koriste s "pet udova": dok se oslanja na prednje noge i rep, povlači stražnje prema naprijed; kad se osloni na njih, prednje noge i rep pomiče prema naprijed. Skokovi su kod velikih brzina vrlo efikasan način kretanja. Zahvaljujući vrlo elastičnim trakama mišića, mogu bez veće potrošnje energije brzo napredovati, što je u suhoj klimi i ponekad škrtoj raspoloživoj hrani vrlo značajno. Pri maloj brzini njihov način kretanja ima značajno veću potrošnju energije. Klokani se ne mogu kretati unatrag.
Klokani penjaši ne skaču, ali se dobro penju.

## Hrana
Klokani su biljožderi koji se hrane raznim biljkama, ovisno što u njihovom okolišu raste. Često koriste jednake biološke niše koje na drugim kontinentima naseljavaju parnoprstaši, a i probavni sustav im se konvergentno razvio. Mikroorganizmi u višedjelnom želucu pomažu kod probave teško probavljive hrane, a ponekad pojedenu hranu ponovo žvaču. To je omogućilo, da klokani mogu preživjeti i u područjima s vrlo škrtom vegetacijom.

## Razmnožavanje
Ženke klokana imaju dobro razvijen tobolac s otvorom prema naprijed i u kojem se nalaze četiri dojke. Ženka na svijet donosi samo jedno (vrlo rijetko dva) mladunče. Kod mnogih vrsta dolazi do "odgođenog koćenja": neposredno nakon što okoti jedno mladunče, ženka se ponovo pari. No taj embrio "miruje" dok prethodni mladunac definitivno ne napusti tobolac. Tek tada se dalje razvija i dolazi na svijet. Smisao toga bi mogao biti da, ako u surovom okolišu mladunac ugine ili ga majka iz nekog razloga mora napustiti, novi mladunac može vrlo brzo doći na svijet.
Kao općenito kod svih tobolčara, i kod klokana se mladunci kote nakon vrlo kratkog razdoblja skotnosti (20 do 40 dana) i u odnosu na mladunčad viših sisavaca su jako nerazvijeni. Mladunac se rađa dug samo oko 2 cm i težak manje od jednog grama. Mora samostalno prepuzati put od porođajnog kanala do majčinog tobolca, ući u njega i uhvatiti se ustima za bradavicu majčine dojke koju ne ispušta idućih dva do tri mjeseca. U dobi od 6 mjeseci prvi put izlazi iz tobolca, a s osam su preveliki da bi ulazili u njega. No, mladunci sišu do starosti od godine dana zavlačeći glavu u tobolac, u kojem se u pravilu već prisisan na drugoj dojci, nalazi novi mladunac. Majka za svako od svojih dvoje mladunaca luči drugačije mlijeko, primjereno starosti određenog mladunca.
U Australiji mladunce svih tobolčara nazivaju "Joeys".

## Sistematika
Porijeklo i međusobni odnosi između pojedinih rodova izraženi su u sljedećem dijagramu. Na temelju kombiniranja mnogih različitih filogenetičkih studija (izvor)  Arhivirana inačica izvorne stranice od 21. ožujka 2006. (Wayback Machine) razvio ga je Marcel Cadillo je sa suradnicima 2004. godine.
```
Klokani (Macropodidae)
├──
Lagostrophus
 
└──Macropodinae
   ├──novogvinejski klokani
   │   ├── 
Dorcopsis

   │   └── 
Dorcopsulus

   └──N. N.
       ├── 
Dendrolagus
 (klokani penjaši)
       └── N. N.
           ├── N.N.
           │   ├── 
Petrogale
 
           │   └── 
Thylogale
 
           └── N.N.
               ├── 
Lagorchestes
 (zecoliki klokani)
               └── N.N.
                   ├── 
Setonix
 (kratkorepi valabiji ili kuoka)
                   └── N.N.
                       ├── 
Onychogalea
   
                       └── N.N.
                           ├── 
Macropus
 (veliki klokani, brdski klokani i valabiji)
                           └── 
Wallabia
 (močvarni valabiji)
```

## Vanjske poveznice
- Informacije o više od 60 vrsta klokana (engleski)  Arhivirana inačica izvorne stranice od 23. svibnja 2007. (Wayback Machine)

### Ostali projekti
|  | Zajednički poslužitelj ima još gradiva o temi Klokani |
|  | Wikivrste imaju podatke o taksonu Macropodidae        |